# Hypoponera dulcis
Hypoponera dulcis es una especie de hormiga del género Hypoponera, subfamilia Ponerinae. 

## Distribución
Esta especie se encuentra en Camerún, República Centroafricana, República Democrática del Congo, Gabón, Ghana, Guinea, Costa de Marfil, Mozambique, Nigeria, Sudáfrica, Sudán del Sur, Tanzania, Togo, Uganda, Zambia y Zimbabue.